# Protopathische Sensibilität
Unter protopathischer Sensibilität beziehungsweise protopathischer Wahrnehmung („Grobwahrnehmung“) werden Formen der Empfindsamkeit von Sinnesmodalitäten zusammengefasst, mit denen Veränderungen wahrgenommen werden, die eventuell eine Bedrohung der Vitalsphäre darstellen können, nämlich:
- Schmerz
- Temperatur
- grober Druck

Querschnitt durch das Halsmark – Anteile des Tractus spinothalamicus steigen sowohl im Vorder- (ventralis – 5a) als auch im Seitenstrang (lateralis – 5b) auf zu Regionen im Zwischenhirn

Die Leitung von Information für die Wahrnehmung protopathischer Sensibilität erfolgt zu einem Teil über den Tractus spinothalamicus, der im Rückenmark als Tractus spinothalamicus lateralis im Seiten- und als Tractus spinothalamicus ventralis im Vorderstrang ausgebildet ist. Daher wird auch von Vorderseitenstrangbahnen gesprochen, beziehungsweise von einem anterolateralen System.
Die Fasern des Tractus spinothalamicus stammen von Neuronen des Rückenmarks, die beiderseits als Strangzellen im Hinterhorn der spinalen grauen Substanz liegen. Sie erhalten Primärafferenzen, beispielsweise von Nozizeptoren, die hier umgeschaltet werden. Die Fasern dieser sekundär-afferenten Strangzellen einer Segmenthälfte kreuzen in der Commissura alba anterior auf die Gegenseite und steigen im kontralateralen Tractus spinothalamicus lateralis auf, zu dritten afferenten Neuronen u. a. in verschiedenen Kerngebieten des Thalamus wie des Nucleus ventralis posteromedialis (VPM) und lateralis (VPL).
Ähnlich verhält es sich mit Strangzellen der Thermozeption, während solche für die protopathische Grobwahrnehmung von Druck und Berührung im Tractus spinothalamicus ventralis aufsteigen.